# Сераковиці (Сілезьке воєводство)
Сераковиці (пол. Sierakowice, нім. Schierakowitz, 1936-45: Graumannsdorf) — село в Польщі, у гміні Сосніцовиці Гливицького повіту Сілезького воєводства.
Населення — 1131 особа (2011).
У 1975—1998 роках село належало до Катовицького воєводства.

## Демографія
Демографічна структура станом на 31 березня 2011 року:
|          | Загалом | Допрацездатний вік | Працездатний вік | Постпрацездатний вік |
| -------- | ------- | ------------------ | ---------------- | -------------------- |
| Чоловіки | 552     | 96                 | 391              | 65                   |
| Жінки    | 579     | 97                 | 377              | 105                  |
| Разом    | 1131    | 193                | 768              | 170                  |